# Berrias
| System                         | Oddział  | Piętro    | Wiek (mln lat) |
| ------------------------------ | -------- | --------- | -------------- |
| Paleogen                       | Paleocen | Dan       | młodsze        |
| Kreda                          | Górna    | Mastrycht | 66,0–72,1      |
| Kreda                          | Górna    | Kampan    | 72,1–83,6      |
| Kreda                          | Górna    | Santon    | 83,6–86,3      |
| Kreda                          | Górna    | Koniak    | 86,3–89,8      |
| Kreda                          | Górna    | Turon     | 89,8–93,9      |
| Kreda                          | Górna    | Cenoman   | 93,9–100,5     |
| Kreda                          | Dolna    | Alb       | 100,5–113,0    |
| Kreda                          | Dolna    | Apt       | 113,0–125,0    |
| Kreda                          | Dolna    | Barrem    | 125,0–129,4    |
| Kreda                          | Dolna    | Hoteryw   | 129,4–132,9    |
| Kreda                          | Dolna    | Walanżyn  | 132,9–139,8    |
| Kreda                          | Dolna    | Berrias   | 139,8–145,0    |
| Jura                           | Górna    | Tyton     | starsze        |
| Podział według IUGS, luty 2017 |          |           |                |

Berrias (ang. Berriasian)
- w sensie geochronologicznym – najstarszy wiek wczesnej kredy, trwający około 5,2 milionów lat (od ok. 145,0 do ok. 139,8 mln lat temu). Berrias jest młodszy od tytonu a starszy od walanżynu.

- w sensie chronostratygraficznym – najniższe piętro dolnej kredy w eratemie mezozoicznym, wyższe od tytonu a niższe od walanżynu. Stratotyp dolnej granicy berriasu nie jest jeszcze zatwierdzony przez ICS. Dolną granicę wyznacza najniższe wystąpienie amonita Berriasella jacobi.

Nazwa piętra (wieku) pochodzi od miejscowości Berrias-et-Casteljau w południowej Francji.

## Fauna berriasu

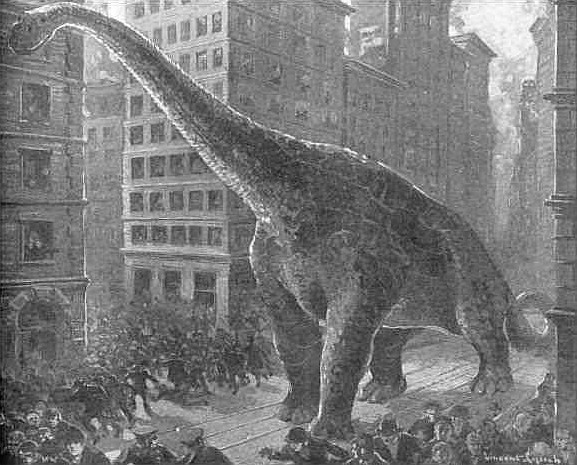
Pelorozaur, budynki dla skali

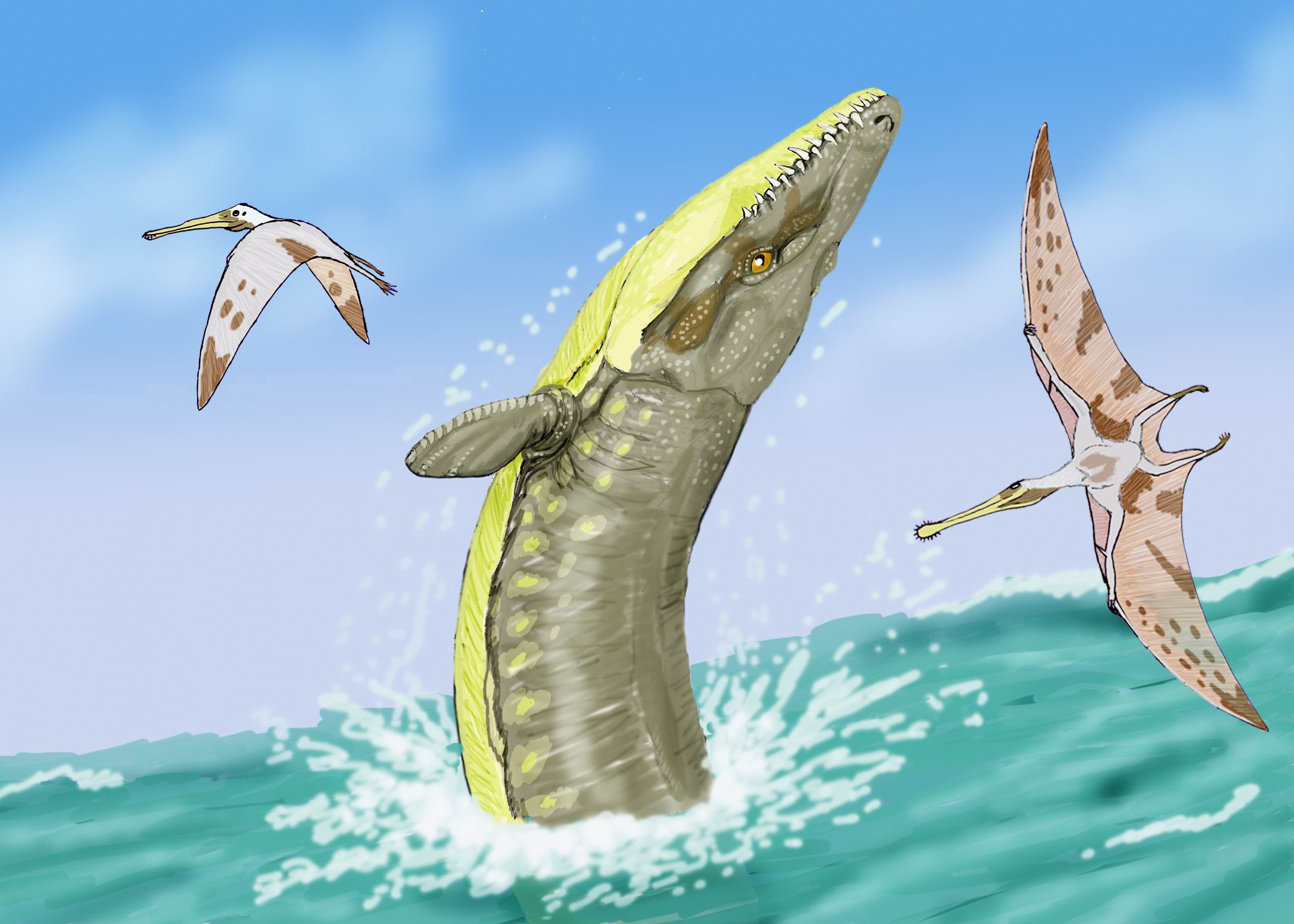
Dakosaurus

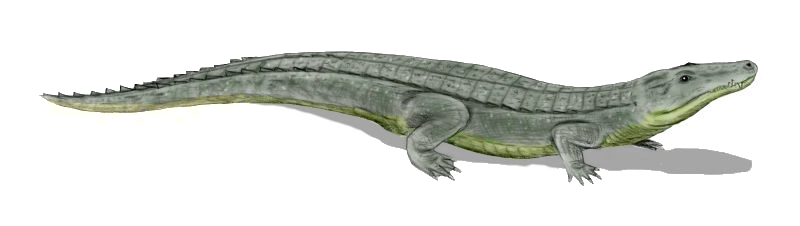
Goniopholis

Zwierzęta, których nazwy pogrubiono, są ograniczone do opisywanego piętra.

### Ssaki
- Albionbaatar – wieloguzkowiec, Wielka Brytania
- Bolodon – wieloguzkowiec, Hiszpania
- Ecprepaulax – wieloguzkowiec, Portugalia
- Gerhardodon – wieloguzkowiec, Wielka Brytania
- Iberodon – wieloguzkowiec, Portugalia

### Ptaki
- ? Gallornis – Francja
- ? Wyleyia – Wielka Brytania

### Nieptasie teropody
- Dromeozauroid – celurozaur, Dania
- Nutetes – celurozaur, Wielka Brytania
- Embazaur – Kazachstan

### Zauropody
- ? algoazaur – RPA
- ? galweozaur – turiazaur, Hiszpania
- ? turiazaur – turiazaur, Hiszpania
- ? ksenoposejdon – Wielka Brytania
- ? pelorozaur – brachiozaur, Wielka Brytania, Portugalia

### Ankylozaury
- Hyleozaur – ankylozaur, Wielka Brytania

### Stegozaury
- Parantodon – stegozaur, RPA

### Ornitopody
- ? Echinodon – heterodontozaur, Wielka Brytania
- ? kamptozaur – igunodon, Wielka Brytnia, Portugalia, USA
- Waldozaur – igunodon, Wielka Brytania, Niger

### Pterozaury
- Eurolimnornis[1] – Rumunia
- Palaeocursornis[1] – Rumunia
- Plataleorhynchus – pterodaktyl, Wielka Brytania

### Krokodylomorfy
- Dakosaurus andiniensis – Thalattosuchia, Wielka Brytania, Francja, Szwajcaria, Niemcy[2], Polska[3], Rosja[4], Argentyna[5], Meksyk[6]
- Geozaur – Thalattosuchia, Wielka Brytania, Francja, Szwajcaria, Niemcy[2], Argentyna[7], Kuba[8], Meksyk[9]
- Machimosaurus – Thalattosuchia, Austria, Wielka Brytania, Niemcy, Portugalia, Szwajcaria
- Steneosaurus – Thalattosuchia, Wielka Brytania, Francja, Niemcy, Szwajcaria, Maroko
- Goniopholis – Neosuchia, Tajlandia[10], Anglii, Niemcy, Portugalia[11], USA Morrison[12], Belgia
- Lisboasaurus – Hiszpania